# Manio Pomponio Matón
Manio Pomponio Matón  fue un político y militar romano, cónsul en el año 233 a. C. con Quinto Fabio Máximo Verrucoso.

## Carrera política
Llevó a cabo la guerra contra los sardos y obtuvo un triunfo como consecuencia de su victoria sobre ellos. La sumisión de los sardos, sin embargo, no debe haber sido completa, ya que nos encontramos con el hermano de Matón, Marco Pomponio Matón, luchando contra ellos dos años después con un ejército consular.
En 217 a. C. fue magister equitum del dictador Lucio Veturio Filón. Fue elegido pretor para el año siguiente, 216 a. C. No parece haber ninguna razón para creer que el Pomponio Matón, pretor de ese año, fuera una persona diferente a la del cónsul del año 233 a. C., debido a que los romanos estaban ahora en guerra con Aníbal y, por lo tanto, ansiosos de nombrar para las magistraturas principales a generales que habían tenido experiencia en la guerra. Sin embargo, no obtuvo Matón ningún comando militar, pero sí la pretura inter cives Romanos et peregrinos.
Tras la noticia del fatal desenlace de la batalla de Cannas, Matón y su colega, el pretor urbano, convocaron al Senado en la Curia Hostilia para deliberar sobre las medidas que debían adoptarse.
Al concluir su mandato, Matón fue designado propretor de la provincia de la Galia Cisalpina, en 215 a. C. Tito Livio señala, que en el siguiente año, 214 a. C., continuó en el gobierno de la provincia de la Galia.
Murió en 211 a. C., momento en que era uno de los pontífices.